# Erich Läufer
Erich Läufer (* 25. November 1927 in Aachen; † 23. Februar 2024 in Leverkusen) war ein römisch-katholischer Priester und Chefredakteur der Kirchenzeitung für das Erzbistum Köln.

## Leben
Erich Läufer wuchs in Manfort auf und legte sein Abitur am Aloysianum Opladen ab. Er wurde als Luftwaffenhelfer eingezogen und lernte bei seinem Einsatz am Flughafen München Josef Ratzinger, den späteren Papst Benedikt XVI., kennen und kam in englische Kriegsgefangenschaft. Er empfing nach seiner theologischen Ausbildung in Bonn am 24. Februar 1953 zusammen mit 35 weiteren Priesteramtskandidaten, darunter Klaus Dick, die Priesterweihe für das Erzbistum Köln durch Kardinal Josef Frings. Von 1964 bis 1987 war er Lehrer für Geschichte, Religion und Sport in der Düsseldorfer Heinrich-Hertz-Kolleg-Schule. Er war von 1965 bis 2002 Subsidiar in der katholischen Gemeinde St. Joseph in Leverkusen-Manfort. Von 1978 bis 1993 hatte er zudem einen Lehrauftrag für die neutestamentliche Exegese im Erzbischöflichen Diakoneninstitut. Als Oberstudiendirektor ging Läufer Ende der 1990er-Jahre in den Ruhestand.
Bei der Kirchenzeitung für das Erzbistum Köln war Läufer seit Studientagen als Redakteur im Nebenamt tätig und wurde bereits 1984 zum Geistlichen Beirat der Redaktion ernannt. Von 1989 bis 2006 leitete er als Chefredakteur die Kölner Kirchenzeitung. 1994 wurde Erich Läufer zum Ehrenprälaten seiner Heiligkeit und 2001 zum Ehrendomherrn des Kölner Domkapitels ernannt. 
Im Ruhestand schrieb er weiterhin als freier Mitarbeiter für die Kölner Kirchenzeitung. In seiner Ruhestandpfarrei St. Joseph in Leverkusen-Manfort war er zudem als Seelsorger tätig. Langjährig engagierte er sich bei der Deutschen Schützenbruderschaft im Bezirksverband Rhein-Wupper-Leverkusen. Läufer war Bergsteiger (Sieben Viertausender) und zudem Fußballer mit den Alt-Internationalen Profis von Fortuna Düsseldorf, unter anderem mit Paul Janes. Läufer war Dauerkarteninhaber bei den Heimspielen von Bayer 04 Leverkusen. 2006 stiftete Läufer den Bonifatius-Preis des Bonifatiuswerks der deutschen Katholiken.
Erich Läufer engagierte sich für zahlreiche Initiativen im Heiligen Land. 1994 wurde er von Kardinal-Großmeister Giuseppe Caprio zum Ritter des Ritterordens vom Heiligen Grab zu Jerusalem ernannt und am 12. November 1994 in Berlin durch Erzbischof Anton Schlembach, Großprior der Deutschen Statthalterei, in die Deutsche Statthalterei investiert. Läufer war langjähriger Verwaltungsrat im Deutschen Verein vom Heiligen Lande.
Erich Läufer starb am 23. Februar 2024 im 97. Lebensjahr, einen Tag vor seinem 71. Priesterweihetag, in Leverkusen. Er wurde am 9. März 2024 in St. Josef in Leverkusen-Manfort unter großer Anteilnahme beigesetzt.

## Ehrungen und Auszeichnungen
- 1994 Ehrenprälat seiner Heiligkeit (Monsignore)
- 2001 Ehrendomherr des Kölner Domkapitels

## Schriften
- Spurensuche im Lande Jesu: Biblische Betrachtungen, Brendow 1986, ISBN 978-3-87067-189-1.
- Gottes gotisches Haus am Rhein: 750 Jahre Kölner Dom. Ein Lesebuch, J. P. Bachem Verlag 1986, ISBN 978-3-7616-1387-0.
- Kleine Leute im Neuen Testament, Biblische Begegnungen, Butzon & Bercker Kevelaer, 1989, ISBN 978-3-7666-9623-6.
- Die Sache mit der lila Mütze: 72 Antworten auf kluge Fragen von Abt bis Ziborium, J. P. Bachem Verlag 2006, ISBN 978-3-7616-2066-3.
- Der heilige Pfarrer von Ars, J. P. Bachem Verlag 2010, ISBN 978-3-7616-2478-4.